# Харлов Андрій Васильович
Андрій Charłow (рос. Андрей Васильевич Харлов; нар. 20 листопада 1968, Прокоп'євськ - 15 червня 2014, Казань) – російський шахіст, гросмейстер від 1992 року.

## Шахова кар'єра
1992 року поділив 1-ше місце (разом з Олександром Фоміних) у Сімферополі. На перетині 1992 і 1993 років переміг (разом з Джонні Гектором) на турнірі Кубок Рілтона в Стокгольмі. 1995 року поділив 1-ше місце (разом з Петром Свідлером, Сергієм Рублевським і Яаном Ельвестом) в Новосибірськ. У 2000 році був близький до завоювання медалі на чемпіонаті Європи в Сен-Венсані, посівши 4-те місце. 2002 року поділив 3-тє місце в Любляні (позаду Олександра Бєлявського і Лівіу-Дітера Нісіпяну, разом з Душко Павасовичем). Рік по тому посів 5-те місце на наступному чемпіонаті Європи у Стамбулі і поділив 1-ше місце на турнірі за швейцарською системою в Хаені. Найбільший успіх у кар'єрі припадає на 2004 рік, потрапляння у вісімку найкращих на чемпіонату світу ФІДЕ в Триполі, після перемог над Рустемом Даутовим, Іваном Соколовим, Рафаелем Лейтао і Лівіу-Дітером Нісіпяну (у 5-му турі зазнав поразки від Вевелина Топалова). У 2005 році поділив 1-ше місце на сильному турнірі Аерофлот Open в Москві (разом з Емілем Сутовським, Василем Іванчуком, Володимиром Акопяном і Олександром Мотильовим). У 2007 і 2008 роках переміг у Казані (2008 року разом з Дмитром Бочаровим).
Найвищий рейтинг Ело в кар'єрі мав станом на 1 липня 2001 року, досягнувши 2656 очок займав тоді 31-ше місце в світовому рейтинг-листі ФІДЕ, одночасно займаючи 10-те місце серед російських шахістів.

## Зміни рейтингу
| На цьому місці має відображатися графік чи діаграма, однак з технічних причин його відображення наразі вимкнено. Будь ласка, не видаляйте код, який викликає це повідомлення. Розробники вже працюють для того, щоби відновити штатне функціонування цього графіка або діаграми. | |
| | На цьому місці має відображатися графік чи діаграма, однак з технічних причин його відображення наразі вимкнено. Будь ласка, не видаляйте код, який викликає це повідомлення. Розробники вже працюють для того, щоби відновити штатне функціонування цього графіка або діаграми. |